# 独龙江雪胆
独龙江雪胆（学名：Hemsleya dulongjiangensis），为葫芦科雪胆属下的一个植物种。